# APRYL FOOL (アルバム)
『APRYL FOOL』（エイプリル・フール）は、1969年9月27日に発売されたエイプリル・フールのスタジオ・アルバム。

## 背景
1969年初頭、柳田ヒロからの誘いを受け、港区六本木通り沿いの霞町マリーズ・プレイスで行われていたザ・フローラルのライブを観覧していた細野晴臣に、ベーシストとして加入を要請されたことが、エイプリル・フール結成のきっかけとなる。
ザ・フローラルは1968年2月、宇野亜喜良デザインのコスチュームを纏ったサイケデリック・グループ・サウンズ・バンドとしてデビュー。メンバーは小坂忠（ヴォーカル）、菊池英二（ギター）、柳田ヒロ（キーボード、ギター）、杉山喜一（ベース）、義村康市（ドラムス）。ピクチャー・ディスク（写真入りレコード）を発売していたミュージカラー社から2枚のシングルをリリースしたもののうまくいかず、この頃にはサイケデリックのバンドに路線を変更していた。バンドは更に小坂、菊地、柳田を残して、新たに自分たちが一緒に演奏したいメンバーを探して続けることが3人の間で決まっていた。ステージが終った後、小坂は給料袋を手に持ってブラブラさせて細野に「やんない?」「入れば、月に5万円もらえるよ」と話しかけた。細野にとっては5万円も大きな魅力だったが、一番の理由はザ・フローラルを新しいバンドにしてレコーディングすることがもう決まっているという話だった。細野は「アルバムを1枚レコーディングしたい。そのためには新しいメンバーが必要だ」と、柳田に言われたという。小坂によれば「結局は事務所の思惑に僕らが乗れなかったんです。元々バンドの中でも、いわゆるポップ・サウンズが好きなメンバーと、それが居心地悪いと感じるメンバーがいたし。それで、僕とヒロとギタリストの菊地が残って、新たに自分たちがやりたいメンバーを探してやろうってことになって」という。
次にドラムスを誰にしようということになって、細野は松本隆か林立夫のどちらかにしようと思ったが、林はちょうど、鈴木茂や小原礼と高校生同士でアマチュア・バンド“スカイ”を結成して意気投合していたから声をかけず、この時期に活動していたアマチュア・バンド“バーンズ”のドラマーだった松本に、ザ・フローラルへの加入を誘う。細野は、ヒロ（柳田博義）の兄である柳田優が中心となって運営していた立教大学の学生コンサート企画グループ“SCAP”主催のコンサート『PEEP』に、バーンズとは別に助っ人で参加していた優のバンド“ドクターズ”で出演していたことから、優の音楽仲間の間では細野の評価は既に高かった（バーンズは『PEEP』には出演していない）。細野は松本にバーンズを解散してプロにならないかと話したところ、松本の母親に呼び出され、「うちの息子を悪の道に引きずり込まないでください」と言われたが、細野は「本人次第です」と答えたという。当初、松本も大学は卒業したいと思って返事を引き延ばしていたが、2年に進級したとき友達が10数名落第して友達がいなくなってしまい、学校に行っても面白くないと思い始めていて、しかも、大学はロックアウトしていたため、次第にその気になった。
1969年初頭、細野は柳田とともに松本のフローラル加入オーディションに立ち会う。オーディションではドアーズの何曲かを課題曲のようにセッションし、「これなら使える」などと言われて加入が決まる。そして細野は、このまま続けていても先が見えないのがイヤになっていたことから、プロになるためバーンズをやめた。そして3月、ザ・フローラルを母体とした新バンドのリハーサルを開始。メンバーは小坂、菊地、柳田、細野、松本（松本零）。フローラルという名前がいやだったことから皆で思いつく英語の名前を挙げた中、細野が「“エイプリル・フール”はどうだ?」と言ったところ、松本が「それでいこう」と言い、バンド名は“エイプリル・フール”と決まった。

## 録音、制作
1969年4月1日に虎ノ門・テイチク・スタジオ8階にてレコーディングを開始。同月4日に終了した。録音は2トラックで、ドラムス、キーボード、ベース、ギターをステレオで録音して、それから他の音をミックス・ダウンしながらヴォーカルを録音するという、当時では当たり前のやり方で行われた。

## アートワーク、パッケージ
アルバム・ジャケットは当時電通のカメラマンだった荒木経惟が撮影。銀座〜日比谷界隈でフォト・セッションが行われた。エイプリル・フールが所属していたミュージカラー・レーベルの幾代昌子が荒木を個人的に知っていて、ジャケット写真を彼に頼んだという。朝の5時に銀座で待ち合わることになったが、当日はドシャ降りの雨で、その中で日比谷公園に行ったり、あちこちで2時間近く写真撮影が行われた。そのため翌日、メンバー全員、風邪をひいて寝こんでしまった。

## 評価
本作について、篠原章は「はっぴいえんどの母体のように言われることも多いが、音的な共通項はそれほど多くない。ブルース・ロックとサイケデリックのあいだを彷徨うかのような音が全編に漂っている。ギターはもっぱらファズ攻撃、はや弾きのハモンドが裏メロで鳴り続けている。松本隆のドラム、細野晴臣のベースともまだオリジナルな工夫は少ないが、時代の色は濃く、同時代のゴールデン・カップスやブルース・クリエイションに比べてもアングラ度はかなり高い。『はっぴいえんど』の細野作品では、エイプリル・フールのこうした手法は一部継承されている。ただし、洗練度という点でははっぴいえんどのほうがはるかに優る」と記している。

## 収録曲
全編曲：The Apryl Fool

### Side A
1. トゥモロウズ・チャイルド    TOMORROW'S CHILD  –  (4'27")
(C.Kosaka  –  E.Kikuchi)
2. いつか……    ANOTHER TIME  –  (7'19")
(R.Matsumoto  –   C.Kosaka  –  H.Hosono)
3. 人間神話の崩壊    APRIL BLUES  –  (4'14")
(H.Yanagida)
4. 母なる大地-I    THE LOST MOTHER LAND (Part I)  –  (7'18")
(R.Matsumoto  –  E.Kikuchi)

### Side B
1. タンジール    TANGER  –  (4'30")
  - (C.Kosaka  –  H.Hosono)
  - 1975年にリリースされた小坂のアルバム『HORO』[注釈 2]で、新たに日本語詞がつけられ、「流星都市」となった[3]。
2. プレジング・マイ・タイム    PLEDGING MY TIME  –  (3'42")
(B.Dylan)
3. 暗い日曜日    SUNDAY  –  (6'05")
(R.Matsumoto  –  H.Hosono)
4. 聰明な死が示す怪奇な魅惑的な趣味の象徴    HONKY TONK JAM  –  (1'54")
(H.Yanagida)
5. 母なる大地-II    THE LOST MOTHER LAND (Part II)  –  (2'05")
(R.Matsumoto  –  E.Kikuchi)

## クレジット
| Hiroyuki Yanagida – |  |  | Keyboards   |
| Eiji Kikuchi –      |  |  | Lead Guitar |
| Chu Kosaka –        |  |  | Lead Vocal  |
| Rei Matsumoto –     |  |  | Drums       |
| Haruomi Hosono –    |  |  | Bass        |

|                                    |
| Photography by Nobuyoshi Araki     |
| Cover design by Takeshi Onishi     |
| Produced by The Apryl Fool         |
| All arrangements by The Apryl Fool |